# NGC 6825
NGC 6825 est une galaxie compacte située dans la constellation du Dragon. Sa vitesse par rapport au fond diffus cosmologique est de 5 618 ± 48 km/s, ce qui correspond à une distance de Hubble de 82,9 ± 5,8 Mpc (∼270 millions d'al). NGC 6825 a été découverte par l'astronome américain Edward Swift en 1884.
La base de données NASA/IPAC indique que NGC 6825 est une paire de galaxies, comme le montre d'ailleurs l'image du relevé Pan-STARRS avec deux autres points lumineux qui sont sans doute des étoiles,. Edward Swift, le fils de 13 ans de Lewis Swift a découvert ce système et il a noté quatre objets. Il a donc vu les quatre composantes que montre les images qu'il a notées ainsi : « eF; vS; F * nr; v diff ».